# Consiglio nazionale della Repubblica Slovacca
Il Consiglio nazionale della Repubblica Slovacca (in slovacco: Národná rada Slovenskej republiky, spesso abbreviato in: Národná rada, abbr. NR SR) è il parlamento della Repubblica Slovacca dal 1º ottobre 1992. Dal 1969 al 1992, il suo predecessore, il Parlamento della parte slovacca della Cecoslovacchia, era chiamato Consiglio nazionale slovacco (Slovenská národná rada).
Il palazzo del Parlamento è situato sulla collina del castello, presso il castello di Bratislava, in piazza Alexander Dubček.

## Funzioni
Il Consiglio nazionale unicamerale formato da 150 seggi è l'unico corpo legislativo della Slovacchia. Esso considera e approva la Costituzione, gli statuti costituzionali e altri atti legali, oltre al bilancio di Stato. Elegge alcune cariche specificate dalla legge, come anche i candidati per la carica di giudici della Corte costituzionale e di procuratore generale. Prima della ratifica, i trattati internazionali devono essere approvati dal Parlamento. Inoltre, deve concedere il consenso all'uso della forza militare al di fuori del territorio slovacco e alla presenza delle forze militari straniere nel territorio della repubblica.

## Decisioni
Il Parlamento può votare solo se è presente la maggioranza dei suoi membri (76). Per approvare una decisione, è necessario l'assenso della maggioranza relativa dei deputati (cioè almeno 39 voti); quasi tutti gli atti legali possono essere approvati con questa maggioranza relativa. La maggioranza assoluta (76 membri) è necessaria per approvare una mozione di sfiducia verso il Governo o i suoi membri, o per eleggere e sollevare dall'incarico il presidente del Parlamento. La maggioranza dei tre quinti di tutti i deputati (almeno 90 voti) è richiesta per l'adozione di una costituzione o di uno statuto costituzionale.

## Elezioni
I membri del Parlamento sono eletti in maniera diretta ogni quattro anni, con il sistema proporzionale. Nonostante il suffragio sia universale, possono essere eletti solo i cittadini con diritto di voto, che abbiano compiuto il 21º anno di età e che siano residenti permanentemente nella Repubblica slovacca. In modo simile ai Paesi Bassi e a Israele, l'intera nazione forma un'unica circoscrizione elettorale. La soglia di accesso al Parlamento è del 5%; i votanti possono indicare la loro preferenza in liste semi-aperte. Le ultime elezioni parlamentari si sono tenute nel 2023.

## Palazzi

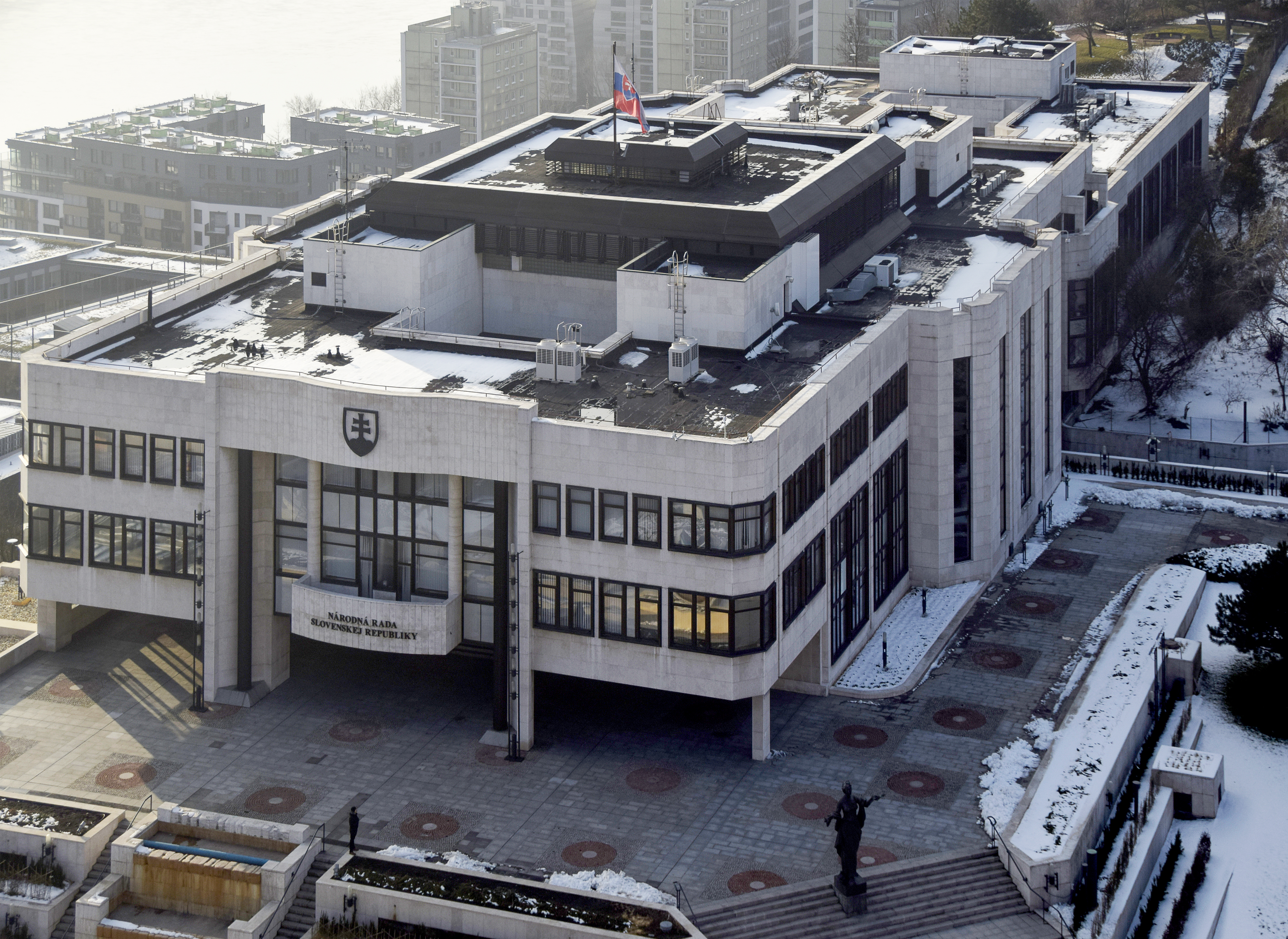
Consiglio nazionale della Repubblica Slovacca

Il principale edificio del Parlamento è situato vicino al castello di Bratislava, sulla collina del castello. L'edificio secondario, che è stato il principale fino al 1994, è situato vicino alla chiesa della Santissima Trinità di Bratislava, sotto la collina del castello.

## Presidenti
- Ivan Gašparovič (1º ottobre 1992 - 29 ottobre 1998)
- Jozef Migaš (29 ottobre 1998 - 15 ottobre 2002)
- Pavol Hrušovský (15 ottobre 2002 - 7 febbraio 2006)
- Pavol Paška (4 luglio 2006 - 8 luglio 2010)
- Richard Sulík (8 luglio 2010 - 13 ottobre 2011)
- Pavol Hrušovský (13 ottobre 2011 - 4 aprile 2012)
- Pavol Paška (4 aprile 2012 - 24 novembre 2014)
- Peter Pellegrini (25 novembre 2014 - 23 marzo 2016)
- Andrej Danko (23 marzo 2016 - 20 marzo 2020)
- Boris Kollár (20 marzo 2020 - 25 ottobre 2023)
- Peter Pellegrini (25 ottobre 2023 - 7 aprile 2024)
- Peter Žiga (ad interim — 7 aprile 2024 - 26 marzo 2025)
- Richard Raši (dal 26 marzo 2025)